# Seria 119 (DR)
DR Seria 119 (după 1994: DB Seria 219) este o serie de locomotive fabricate de Uzinele 23 August (FAUR) intre anii 1976-1985, pentru Deutsche Reichsbahn. Conform nomenclaturii feroviare Românești, locomotiva poartă numele de FAUR LDH 2400.

## Istorie
Locomotivele din Seria 119 au fost proiectate ca un succesor al locomotivelor din Seria 118, produse la Uzinele "Karl Marx" din Babelsberg, Potsdam. Conform deciziilor CAER luate la finele aniilor 1960, economia RDG nu putea să producă locomotive și autovehicule de mare putere, o decizie care a afectat conglomeratele de fabricat material rulant și autovehicule. Așadar, în anii 1970, singurele locomotive de mare putere noi în Germania de Est erau din Seriile 120 și 130/132/142, fabricate la Lugansk/Voroșilovgrad în URSS, însă aceste locomotive s-au dovedit a fi mai potrivite traficului de marfă deoarece o mare parte din ele nu aveau sisteme de încălzire a trenului, și aveau o sarcină pe osie de peste 20 de tone. Așadar la începutul aniilor 1970, Consiliul de Stat al Planificării Economice din RDG a decis să comande de la Uzinele 23 August din România un tip de locomotivă diesel-hidraulică cu o sarcină minimă pe osie de 16 de tone sau mai puțin, cu o putere de peste 2000 CP, cu motoare fabricate în Germania de Est și dotat cu un generator de încălzire electrică a trenului. 
Rezultatul final a fost locomotiva FAUR LDH 2400; cutia locomotivei, motorul și alte piese importate fiind fabricate în RSR, iar alte piese (suspensia, lichidele pentru transimsia hidrodinamică, etc) fiind fabricate în RDG și alte țări CAER (sistemul de frâne DAKO a fost făcut în Cehoslovacia). Încă înainte de a se începe producția locomotiva a avut parte de probleme: pentru a onora comanda, Uzinele 23 August au instalat motoare fabricate sub licența Maybach din Germania de Vest (candidatul inițial fiind MTU Friedrichshafen), deoarece au existat probleme de coordonare în Consiliul de Stat al Planificării Economice în ceea ce privește producția motoarelor. În vara anului 1976, locomotiva prototip a fost finalizată, fără generatorul de încălzire, făcând probe de circulație pe magistrala București-Brașov. Însă nici rezultatele finale după probe au fost satisfăcătoare, așadar primele două locomotive au sosit în Germania de Est doar la începutul anului 1977. Primul lot de locomotive (nr 003-025) au avut aceleași probleme întâlnite la prototip.
Printre pasionații feroviari, locomotiva a primit mai multe porecle, printre care
- U-Boot (Submarin), datorită formei și aranjamentului geamurilor de la sala mașinilor
- Karpatenschreck (Teroarea din Carpați), datorită nefiabilității locomotivei și țării de origine a locomotivei
- Ceaușescus Rache (Răzbunarea lui Ceaușescu), datorită nefiabilității locomotivei și țării de origine a locomotivei

În primii ani locomotivele au dus o lipsă de fiabilitate notorie: primele 28 de locomotive au avut o calitate substandard, fiind și priemele care au trecut prin procesul de "Germanizare": anumite piese produse în România au fost înlocuite cu altele fabricate în Germania de Est. În primii ani de circulație, locomotivele aveau o rată de defectare de 50%. În special problema a apărut la motoare Maybach, care adesea se defectau; anumite locomotive au fost ”canibalizate” pentru a face alte locomotive din serie să funcționeze cu două motoare. Ulterior, pe parcursul aniilor 1980, motoarele Maybach au fost înlocuite cu motoare construite în RDG sub licența Caterpillar, ceea ce a dus la creșterea fiabilității în circulație. Deja la finele aniilor 1980, primele două locomotive au fost casate iar piesele reutilizabile au fost dotate pe alte locomotive.
Ultimele locomotive au fost livrate în 1985, din cele 250 de exemplare, doar 200 au fost livrate. Livrarea de locomotive diesel noi a fost redusă în anii 1980, pe contextul extinderii rețelei electrificate ale DR (cu ajutorul locomotivelor din Seria 243) și odată cu încetarea livrării carburantului subvenționat de către URSS. Locomotivele din Seria 119 au reușit totuși să ajute la retragerea locomotivelor cu aburi din flota DR (lucru finalizat în 1988), iar în perioada respectivă erau una dintre cele mai puternice locomotive diesel ale DRului care puteau circula cu ușurință pe liniile secundare. Totuși, chiar și după "Germanizarea" locomotivelor, acestea tot aveau o rată de defectare de 20-30%.
Conform planurilor ințiale, locomotivele din Seria 118 urmau să primească piese mai eficiente de la locomotivele din Seria 119, dar în realitate, situația a fost pe dos. Deoarece piesele erau interschimbabile, locomotivele din Seria 119 au devenit mai ușor de reparat.
În urma reunificării Germaniei, motoarele 12KVD21 au trecut de la standardul AL4 la AL5, asigurând o putere nominală de 2400 CP constantă, și o putere orară de cel mult 3000 CP. În perioada 1992-1993, Uzinele Krupp din Essen au reconstruit 20 de locomotive în Seria 229 cu motoare MTU 12 V 396 și au modificat boghiurile pentru a crește viteza maximă la 140 km/h; pe lângă asta, generatorul vechi a fost înlocuit cu un alternator care producea 400 kVA. Locomotivele din Seria 229 au fost folosite pe liniile urbane și interurbane din zona Berlin, deoarece acestea au rămas neelectrificate până la mijlocul aniilor 1990. După doar 20 de locomotive, programul de modernizare a fost sistat datorită costurilor extrem de ridicate, apropriindu-se de costul unei locomotive noi.
După fuzionarea Deutsche Bundensbahn cu Deutsche Reichsbahn, locomotivele au fost reclasificate în Seria 219, sub schema de clasificare a companiei vestice. În anii 1990, aceste locomotive erau folosite pentru tractarea trenurilor de călători (de tip Regio și InterRegio) pe liniile neelectrificate din fosta RDG. Pentru a putea funcționa cu trenurile push-pull (ZDS/ZWS), începând cu mijlocul aniilor 1990, locomotivele au fost dotate cu cabluri pentru multiplexare și mașini de calcul pentru a putea fi controlate din vagonul-pilot. De asemenea, odată cu această modificare, locomotivele au primit butoane pentru a permite închiderea centralizată a ușilor. Toate aceste modificări au avut loc la Depoul Chemnitz.
Locomotivele din Seria 229 au fost tranferate la Depoul Erfurt spre finele aniilor 1990, iar atunci locomotivele din Seria 219/229 au început să fie retrase din circulație, fiind înlocuite cu alte locomotive sau (în mare parte) cu automotoare diesel. Primele locomotive care au dispărut au fost cele din Seria 229 după ce au fost înlocuite cu locomotive din Seria 232 modificate pentru traficul de călători. Ultimele locomotive ale DB Regio din Seria 219 au fost retrase în 2006. O ultimă încercare de a extinde viața acestei serii de locomotive a fost modificarea locomotivei 119 158, modificare ce a constat în schimbarea postului de conducere și reconstruirea motoarelor cu piese noi. 
După retragere, douăsprezece locomotive au ajuns înapoi în România pentru a fi utilizate de către DB Schenker Romania, dar acestea au circulat pe o perioadă de doar 5 ani (2007-2012) înainte ca acestea să fie înlocuite de către locomotive din Seria 232. Patru locomotive retrase au fost transferate diviziei de infrastructură DB Netz. Printre operatorii privați ai acestei serii se numără Cargo Logistik Rail Service GmbH și Mitteldeutsche Eisenbahn GmbH. Locomotivele 229 199 și 119 158 au fost restaurate și sunt locomotive de muzeu.
În ceea ce privește repartizarea pe depouri, aceste locomotive se regăseau la depourile Probstzella, Saalfeld, Halle/G, Gera, Oebisfelde, Salzwedel, Halberstadt și Schwerin, deși Halberstadt nu a mai găzduit locomotive de acest tip timp de câțiva ani. 

## Date tehnice
Cutia locomotivei este făcută din oțel sudat și este autoportantă. Osiile sunt de tip C'C' la ambele capete ale locomotivei, iar suspensiile (primare și secundare) sunt pe arcuri de tip Flexicoil. Cele două motoare sunt amplasate în spatele cabinei, iar la mijloc se află generatorul de încălzire cu convertor tiristorizat și radiatoarele pentru răcirea motorului (care sunt amplasate deasupra generatorului). Transmisiile hidrodinamice se află sub cabina mecanicului, între osii și motoare; la început acestea produceau o diferență de tracțiune prea mare, lucru ce a afectat performanța locomotivei dpdv al demarajului și al vitezei maxime. De asemenea, cuplajul între cele două motoare și între generator au cauzat probleme până la retragerea din circulație a seriei de locomotive. La aspectul exterior, farul central se afla deasupra cabinei, dar de la locomotiva nr 116 încoace, acesta a fost reamplasat sub parbrizul locomotivei.

### Scheme de vopsire
Primele locomotive scoase din Uzinele 23 August nu au fost vopsite, și au făcut probele de circulație fără să poarte o schemă de vopsire. 
Prima schemă de vopsire a acestor locomotive era identică cu cea a locomotivelor din Seria 118: roșu deschis cu crem/fildeș. Aranjamentul era astfel: partea superioară unde se aflau gurile de aerisire și cabina mecanicului era vopsită în crem, urmată de un roșu deschis (ulterior culoarea a devenit mai închisă, spre roșu de Bordeaux), cu o dungă crem pe partea inferioară a locomotivei (la același nivel cu farurile). Șasiul și rezervoarele erau vopsite în gri iar osiile în negru. Locomotivele din Seria 229 nu mai aveau partea superioară vopsită în alb, ci doar triunghiul alb răsturnat (și lățit) sub parbriz.
După preluarea locomotivelor de către DBAG, acestea au fost revopsite în schema de vopsire roșu-orient (orientrot), cu un triunghi răsturant alb și alungit spre jos sub parbriz. În perioada 1997-2001, cele 20 de exemplare din Seria 229 alături de alte 11 exemplare din Seria 219 au primit schema de vopsire actuală a DBAG: roșu de trafic (verkehrsrot) cu detalii albe. Locomotivele DB Netz poartă schema de vopsire galbenă cu detalii argintii. La toate schemele de vopsire, gurile de aerisire pentru motor și zona respectivă sunt vopsite în negru.

## Accidente și incidente
- Pe 9 aprilie 1993, locomotiva 229 133 a fost implicată în accidentul feroviar de la Berlin-Wannsee. Locomotiva 229 133, care tracta trenul IC 995 "Leo von Klenze" (Berlin Ostbf-Stuttgart Hbf) s-a ciocnit de locomotiva 218 267 a trenului D 10545 (Hannover Hbf-Berlin Zoobf), după ce trenul InterCity a depășit un semnal roșu după ce dispecerul a ordonat eronat depășirea semnalului. Accidentul a fost facilitat și datorită problemelor birocratice între Deutsche Reichsbahn, Senatul Berlinului și Poșta Federală Germană, deoarece nu au putut ajunge la un acord în privința frecvențelor de comunicații radio pentru trenurile din zonă, lucru ce ar fi putut preveni accidentul. În urma acestui eveniment locomotiva 229 133 a fost reparată, dar trei persoane și-au pierdut viața.
- Pe 13 martie 2000, în apropiere de Gara Ilmenau din Turingia, locomotiva 219 040-3 s-a izbit de un excavator care a ignorat semnalele trecerii la nivel cu calea ferată; locomotiva a deraiat iar două persoane (mecanicul și șoferul excavatorului) au fost grav rănite. Locomotiva a fost casată.

## Galerie foto

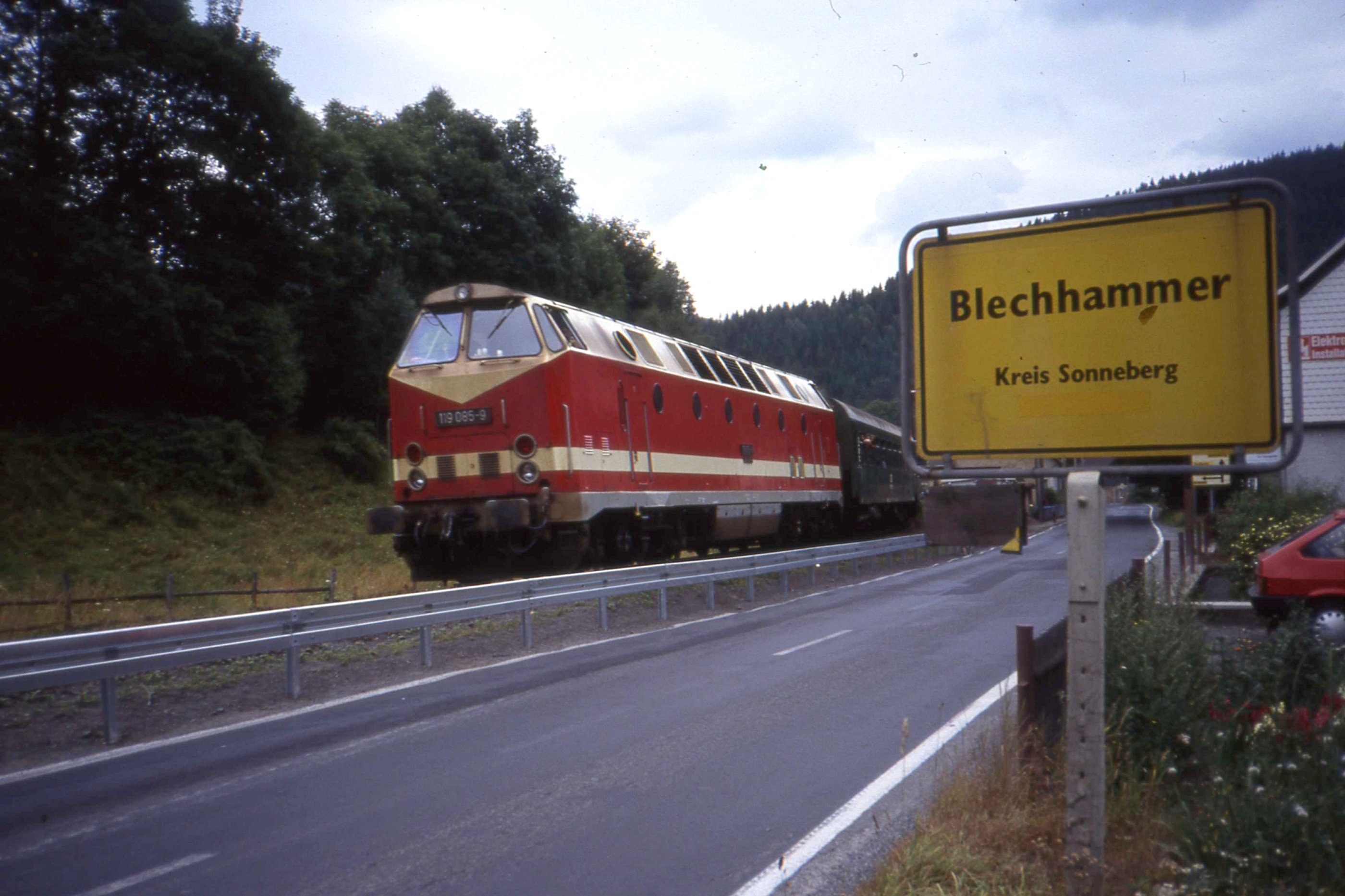
DR 119 085 la ieșire din Blechhammer, Turingia, august 1991
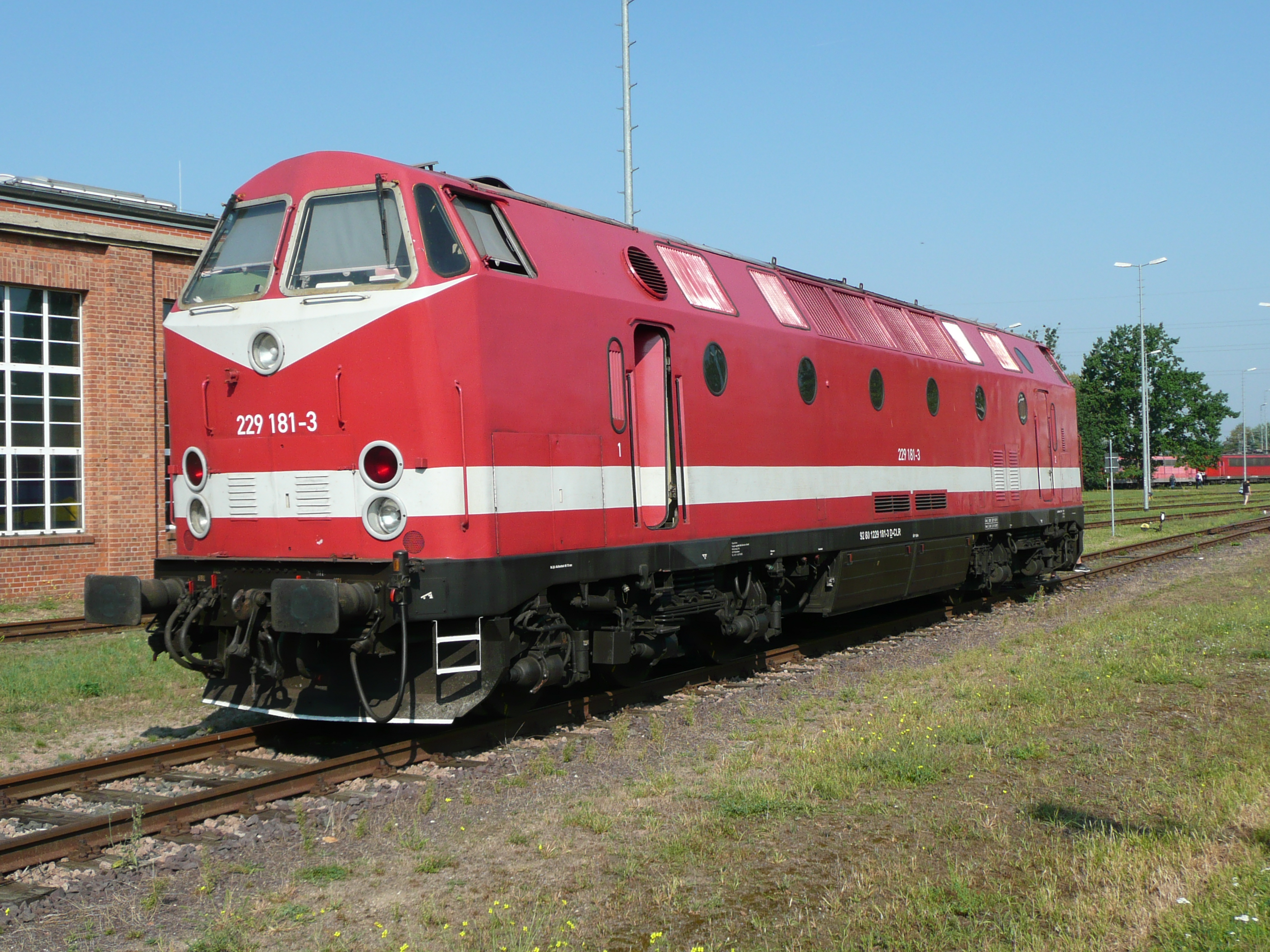
DB 229 181 la Atelierele Dessau, 31 august 2019
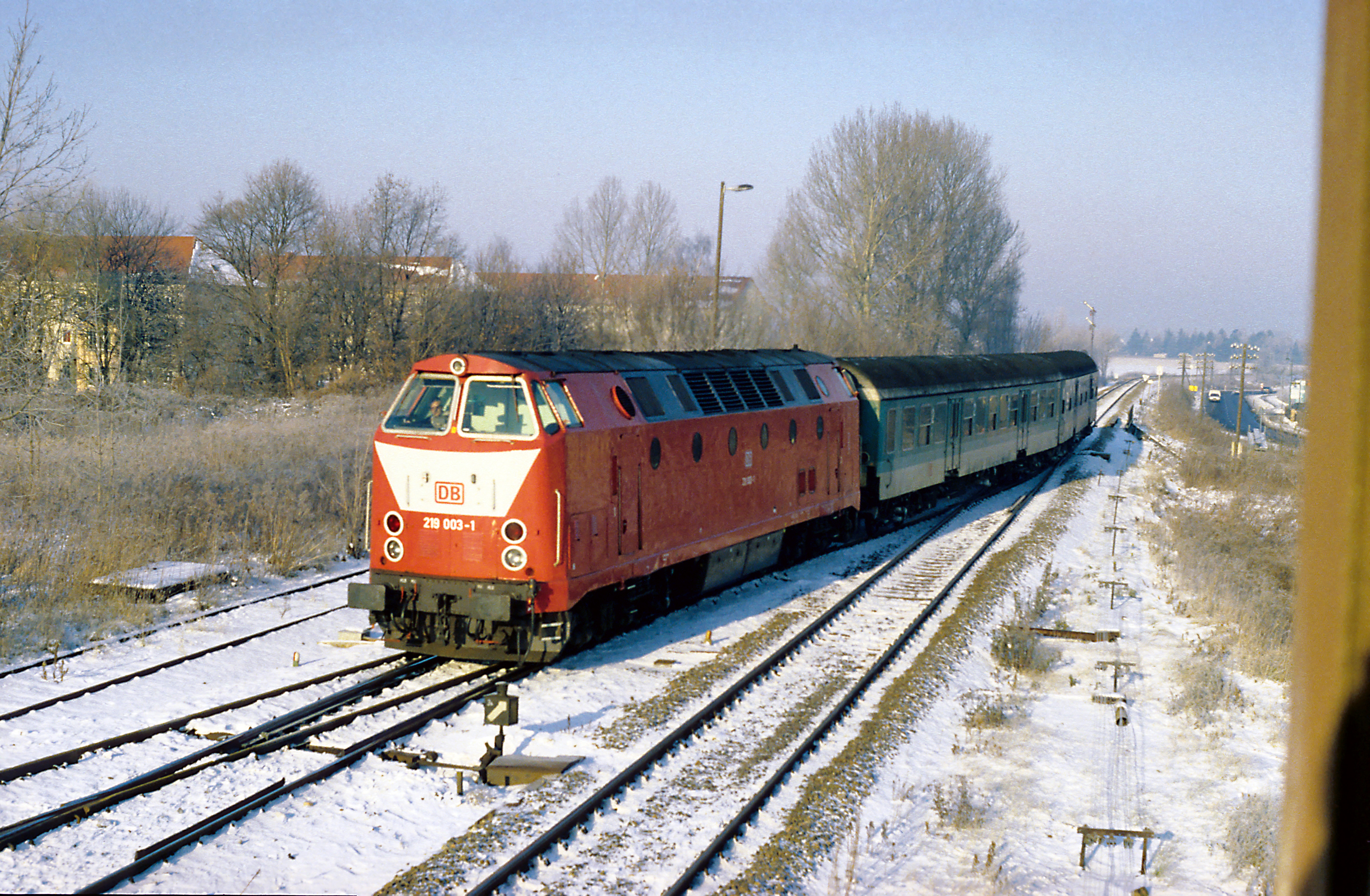
DB 219 003 în schema de vopsire orientrot la gara Lieberwolkwitz, 9 decembrie 1998
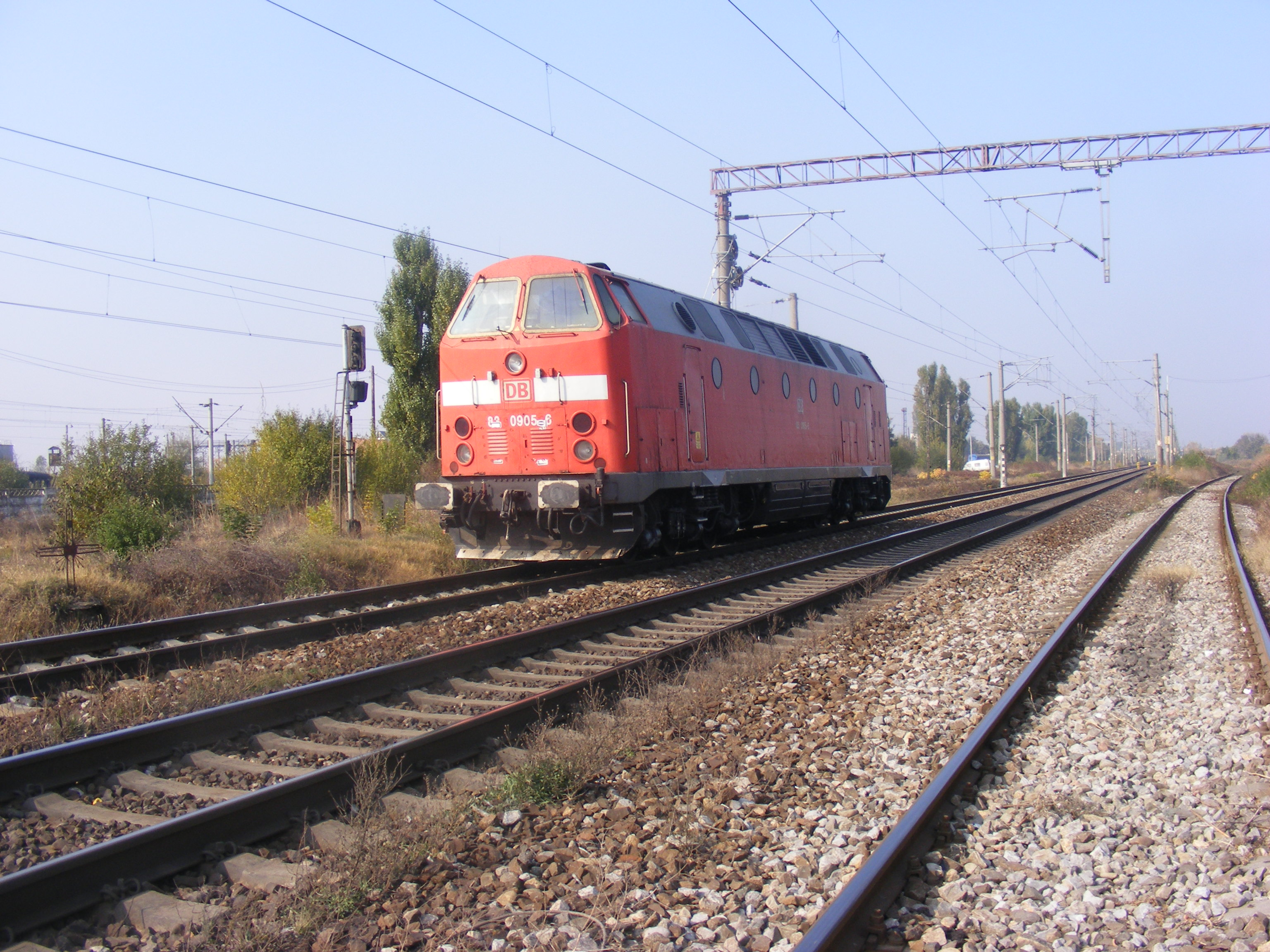
DB Schenker Romania 89-0905-6 în schema de vopsire verkehrsrot între Depoul București Triaj și Halta Pajura, 29 octombrie 2011
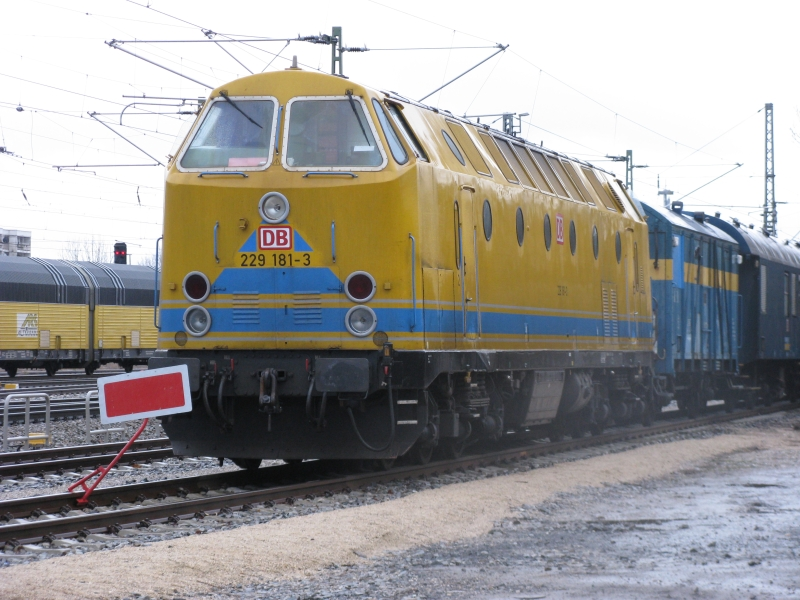
DB Netz 229 181 la München-Feldmoching, 28 martie 2009
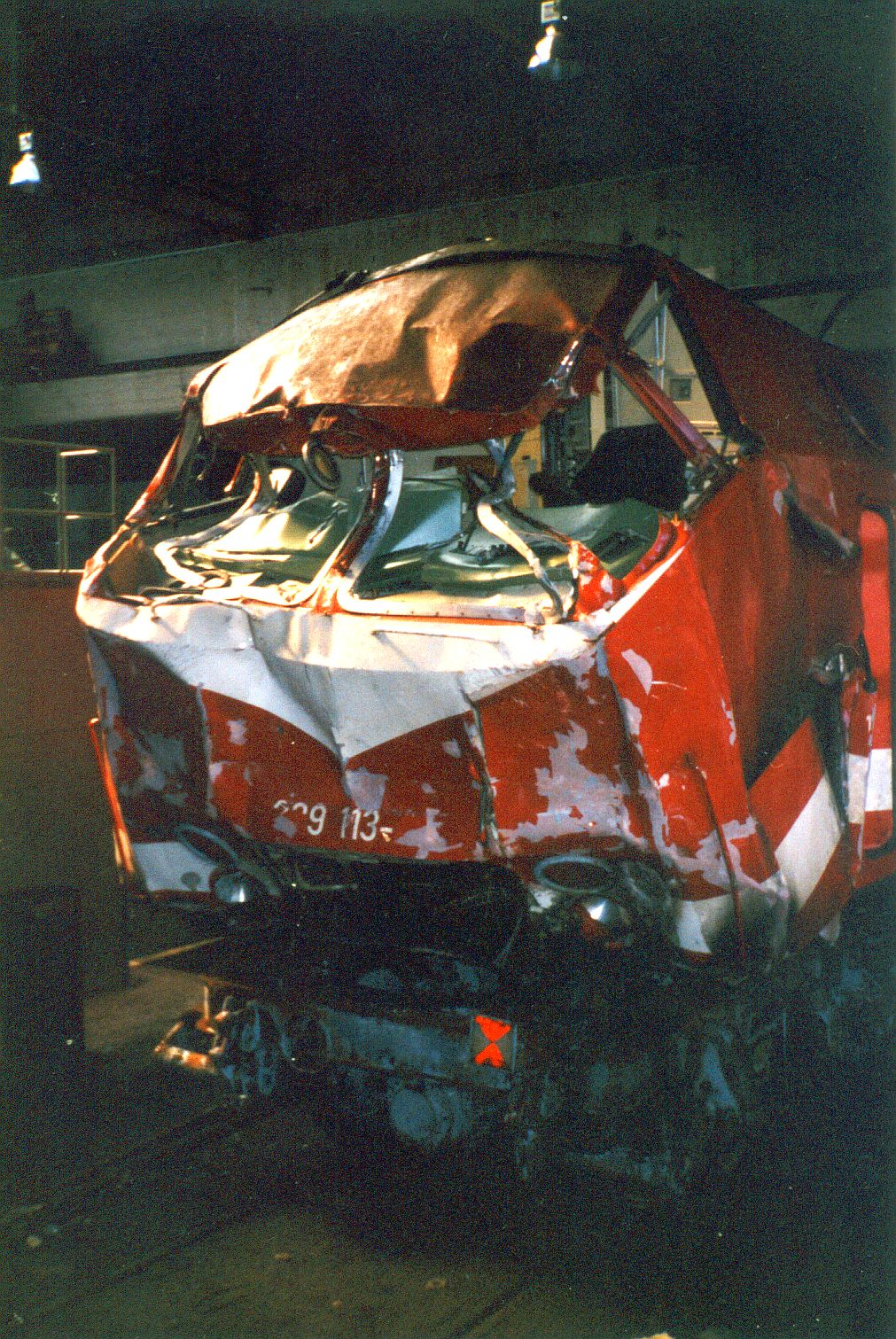
DB 229 113 după accidentul feroviar de la Wannsee, 1993
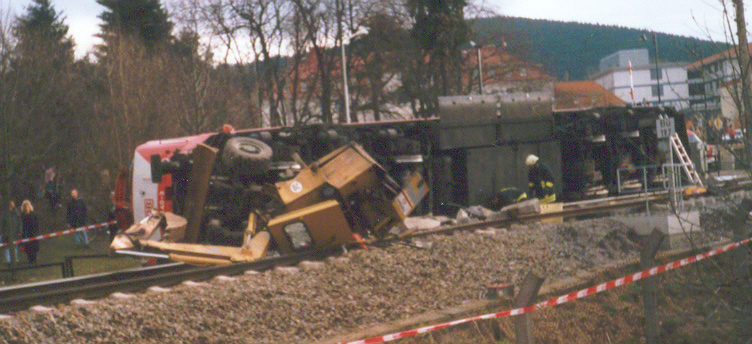
DB 219 040 după accidentul feroviar de la Ilmenau, 2000